# 1908年ロンドンオリンピックのボクシング競技
1908年ロンドンオリンピックのボクシング競技（1908ねんロンドンオリンピックのボクシングきょうぎ）は5階級が行われた。全て10月27日に行われた。会場はイーストロンドンのClerkenwellにあるNorthampton Instituteであった。
各試合3ラウンド制で、最初の2ラウンドは3分間、最後の1ラウンドは4分間であった。2人のジャッジが、良かったボクサーに最初の2ラウンドでは5点、第3ラウンドでは7点を与えた。もう一方のボクサーには、良かった方に比べてどの程度良かったかにより得点が与えられた。試合終了時に勝者に関してジャッジが合意しなかった場合、レフェリーが勝者を選ぶか第4ラウンドをすることを命じることができた。

## メダル詳細
| 階級                           | 金                                      | 銀                                    | 銅                             |
| ------------------------------ | --------------------------------------- | ------------------------------------- | ------------------------------ |
| バンタム級 (-52.6 kg / 116 lb) | A. Henry Thomas イギリス (GBR)          | John Condon イギリス (GBR)            | William Webb イギリス (GBR)    |
| フェザー級 (-57.2 kg / 126 lb) | リチャード・ガン イギリス (GBR)         | Charles Morris イギリス (GBR)         | Hugh Roddin イギリス (GBR)     |
| ライト級 (-63.5 kg / 140 lb)   | フレデリック・グレース イギリス (GBR)   | Frederick Spiller イギリス (GBR)      | Harry Johnson イギリス (GBR)   |
| ミドル級 (-71.7 kg / 158 lb)   | Johnny Douglas イギリス (GBR)           | Reginald Baker オーストララシア (ANZ) | William Philo イギリス (GBR)   |
| ヘビー級 (71.7 kg/158 lb以上)  | アルバート・オールドマン イギリス (GBR) | Sydney Evans イギリス (GBR)           | Frederick Parks イギリス (GBR) |

## 参加国
4の国から42人が参加した。
- オーストララシア (1)
- デンマーク (2)
- フランス (7)
- イギリス (32)

## 国・地域別のメダル獲得数
| 順 | 国・地域               | 金 | 銀 | 銅 | 計 |
| -- | ---------------------- | -- | -- | -- | -- |
| 1  | イギリス (GBR)         | 5  | 4  | 5  | 14 |
| 2  | オーストララシア (ANZ) | 0  | 1  | 0  | 1  |